# Oliver Granberg
Oliver Granberg (thailändisch อูลิเวอร์ กรานแบร์ย, * 17. Juni 2000 in Nacka) ist ein thailändisch-schwedischer Fußballspieler.

## Karriere
Oliver Granberg erlernte das Fußballspielen in der Jugendmannschaft Djurgårdens IF Fotbollsförening im schwedischen Östermalm, einem Bezirk der schwedischen Hauptstadt Stockholm. Die Saison 2020 spielte er auf Leihbasis beim Dalkurd FF. Der Verein aus Uppsala spielte in der zweiten Liga, der Superettan. Hier stand er neunmal in der Liga auf dem Spielfeld. 2020 wechselte er zum Drittligisten Täby FK. Für den Klub aus Stockholm stand er 29-mal in der dritten Liga auf dem Spielfeld. Im Januar 2022 zog es ihn nach Thailand. Hier unterschrieb er einen Vertrag beim Erstligisten Muangthong United. Sein Erstligadebüt für den Verein aus Pak Kret, einem nördlichen Vorort der Hauptstadt Bangkok, gab Oliver Granberg am 26. Januar 2022 (18. Spieltag) im Auswärtsspiel gegen Ratchaburi Mitr Phol. Hier wurde er in der 81. Minute für den Esten Henri Anier eingewechselt. Muangthong gewann das Spiel durch ein Tor von Henri Anier in der 57. Minute mit 1:0. Zu Beginn der Saison 2022/23 wechselte er im Sommer 2022 auf Leihbasis zum Ligakonkurrenten Nakhon Ratchasima FC. Am Ende der Saison 2022/23 musste er mit dem Verein aus Nakhon Ratchasima in die zweite Liga absteigen. Nach der Ausleihe kehrte er zu Muangthong zurück. Hier wurde sein Vertrag nicht verlängert. Im August 2023 kehrte er nach Schweden zurück. Hier schloss er sich dem Drittligisten BK Olympic an. Für den Klub aus Lindängen bestritt er sieben Drittligaspiele. Im Februar 2024 kehrte er zu seinem ehemaligen Verein Täby FK zurück. Hier bestritt er bis Mitte des Jahres 13 Ligaspiele. Am 1. Juli 2024 schloss er sich in Lidingö dem IFK Lidingö an.